# Franc-or
Pour les articles homonymes, voir franc.

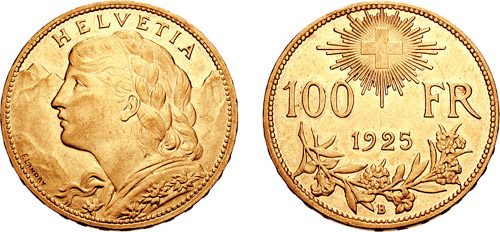
100 francs-or (pièce suisse de 1925).

Le franc-or (code ISO 4217 XFO) désigne le franc germinal qui a servi en France, puis dans plusieurs pays européens dans le cadre de l'Union latine, et enfin comme monnaie de compte de la banque des règlements internationaux de 1930 jusqu'en avril 2003, lorsqu'il fut remplacé par les droits de tirage spéciaux.
Le franc-or a circulé de 1803 à 1928, sans modification ni altération, en même temps que le franc en argent, dans un rapport de 1 g d'or pour 15,5 g d'argent.

## Historique
Le franc-or est un lointain héritier du franc en or appelé franc à cheval (1361-1364) de Jean II le Bon, puis du franc à pied (1365-1575) de son fils Charles V.
Le franc dit (de) germinal remplace, le 17 germinal an XI (7 avril 1803), sous Napoléon, le franc à référence purement argent de la Révolution. Le nouveau système fixe le franc à 4,5 grammes d'argent pur, et 1 unité d’or pour 15,5 unités d’argent, soit 4,5 g d’argent pour 0,29 g d’or.
Le franc-or circulait en pièces de 5, 10, 20, 40, 50 et 100 francs, tandis que l'argent était monnayé en monnaies de 0,2, 0,25, 0,5, 1, 2 et 5 francs. La pièce de 10 franc-or pesait 2,9032 g d'or fin, et valait 45 g d'argent fin.
Ce franc fut dévalué en 1928, puis plusieurs fois par la suite, mais la référence au franc-or subsista, d'autant qu'il avait été adopté comme monnaie commune par plusieurs pays de l'Union latine de 1865 à 1927. Il restera la monnaie de compte de la BRI jusqu'au 1er avril 2003, remplacée depuis par les DTS.

## Initiative franc-or suisse
Le 9 mars 2011, Ulrich Schlüer de l'Union démocratique du centre déposa au Conseil national suisse une initiative parlementaire visant l'institution d'un franc-or comme monnaie supplémentaire suisse. L'initiative a été rejetée par la Commission de l'économie et des redevances le 22 mai 2012 par 17 voix contre 7 puis par le Conseil national le 18 septembre 2012 par 135 voix contre 38.
Était proposé l'amendement constitutionnel suivant :

« La Confédération institue un franc-or officiel comportant des pièces de différentes valeurs nominales ayant chacune une teneur en or fixe. Elle règle les concessions octroyées aux établissements autorisés à frapper les pièces ; la frappe des pièces n'est pas imposable. »

Ce franc-or aurait été défini comme étant égal à 0,1 gramme d'or fin. Cette initiative n'aurait ni éliminé ni remplacé le franc suisse et n'aurait pas non plus fixé sa valeur, l'initiative visant la coexistence de l'un et de l'autre. Étant donné la teneur métallique fixe du franc-or, son taux de change vis-à-vis du franc suisse aurait fluctué suivant l'offre et la demande du marché, comme dans n'importe quel régime de changes flottants.
Les initiants souhaitaient faire du franc-or une devise refuge qui aurait permis, en période de crise financière, de détourner du franc suisse les flux de capitaux internationaux, source de la surévaluation de celui-ci et elle-même combattue par la Banque nationale suisse. Un prototype de la future pièce de 10 francs-or fut montré aux médias par Thomas Jacob, président de l'Association franc-or,.
Le franc-or visait à être complètement indépendant des réserves d’or de la BNS. Il aurait été frappé uniquement par les banques commerciales suisses, à la demande de leurs clients, sous la supervision de la Confédération suisse. L'institution d'un franc-or aurait facilité l'investissement des petits épargnants dans l'or puisqu'un franc-or aurait valu environ 4 euros au cours du 19 août 2011, alors que le lingot standard de 1 kilogramme valait environ 40 000 euros à la même date.